# Де Суттер, Петра
Петра Де Суттер (нидерл. Petra De Sutter, род. 10 июня 1963, Ауденарде, Бельгия) — бельгийская государственная и политическая деятельница, гинеколог и ЛГБТ-активистка. Представительница фламандского сообщества, член партии «Зелёные». Сенатор (2014—2019), депутат Европейского парламента (2019—2020), вице-министр и министр по делам госслужбы и государственных организаций (2020—2025), первая трансгендерная женщина, ставшая министром в Европейском союзе. Профессор Гентского университета, глава департамента репродуктивной медицины в Университетской больнице.
Она является одной из самых известных трансгендерных людей во Фландрии.

## Биография

### Преподавательская и научная деятельность
Де Суттер окончила медицинский факультет Гентского университета в 1987 году. В 1991 году получила докторскую степень по биомедицинским наукам, после чего два года занималась в Чикаго фундаментальными исследованиями в области генетики яйцеклеток человека и мыши. В 1994 году, она стала зарегистрированным гинекологом и получила педагогический диплом о высшем образовании. В 2000 году она стала преподавателем Гентского университета, а затем профессором. После того, как она стала членом Палаты представителей Бельгии, она оставалась на полставки профессором и заведующей кафедрой репродуктивной медицины в Университетской больнице.
Де Суттер стала сотрудником по фундаментальным клиническим исследованиям Фонда научных исследований — Фландрия (FWO). Вместе со своей исследовательской группой она проводит исследования эмбриональных стволовых клеток, механизма активации яйцеклеток и сохранения фертильности. Область её исследований — это, в частности, синдром поликистозного яичника и различные методики искусственного оплодотворения.
Де Суттер — член ESHRE (Европейского общества репродукции человека и эмбриологии). До 2014 года она была членом коллегии врачей репродуктивной медицины, аккредитационного комитета гинекологии и акушерства, коллегии и нескольких рабочих групп высшего совета по здравоохранению, а также Бельгийской королевской академии медицины. Во Франции она работала в Агентстве биомедицины до 2014 года. Де Суттер явилась членом совета директоров CMI (Центра медицинских инноваций). Кроме нескольких сотен публикаций в рецензируемых журналах, она также написала книги.

### Политическая карьера в Бельгии и в Европейском парламенте
Де Суттер заняла второе место в европейском списке «Зелёных» на выборах 2014 года, после члена Европейского парламента Барта Стаса (Bart Staes). Она проводила кампании в основном по вопросам окружающей среды и её влияния на здоровье. Однако Зелёная партия получила всего одно место, и затем Де Суттер кооптировали в Сенат. В Сенате она стала членом Комитета по институциональным вопросам, в котором кроме конституционных поправок обсуждаются биоэтические вопросы. Вопросы, над которыми она работает, включают: правовое регулирование суррогатного материнства, независимость клинических исследований в фармацевтической промышленности, риски соглашений о свободной торговле, таких как TTIP или CETA, защита общественного здоровья от вредных эндокринных разрушителей в пластике, косметике, а также представитель права ЛГБТ-сообщества. Как сенатор она была также делегирована в Совет Европы, где стала членом Комитета по социальным вопросам и заместителем председателя Миграционного комитета. Де Суттер является председателем рабочей группы в рамках Социалистической группы Совета Европы — Женской рабочей группы (Women Working Group). Там обсуждаются досье, касающиеся гендерного неравенства. Кроме того, она член и вице-президент Европейского парламентского форума по народонаселению и развитию (EPF) и вместе с делегацией отправилась на конференцию «ООН-женщины» в Нью-Йорке в марте 2017 года. На местных выборах 2018 года она была лидером списка Зелёных в муниципалитете Хоребеке (Horebeke). В начале 2019 года, Де Суттер приняла присягу в качестве муниципального советника. Она также стала лидером списка Зелёных на европейских выборах 2019 года, и была избрана в Европейский парламент 143 377 голосами «за» и занимала этот пост до октября 2020 года. В Европейском парламенте она занимала должность председателя Комитета по вопросам внутреннего рынка и защиты прав потребителей (IMCO).
С 1 октября 2020 года она стала вице-премьером и министром по делам государственной службы, государственных организаций, телекоммуникаций и почты в правительстве Де Кро. Стала первым трансгендерным человеком, ставшим министром в Европейском союзе. Правительство ушло в отставку 3 февраля 2025 года.

### Книга
Де Суттер написала книгу о своей жизни под названием [Over]leven в сотрудничестве с журналистом Knack Elke Lahousse. Книга была опубликована 22 февраля 2016 года издательством Manteau (ISBN 9789460415135). В мае 2017 года журнал Charlie назвал Де Суттер одной из 25 самых влиятельных бельгийцев.

## Личная жизнь
Де Суттер является трансгендерной женщиной и говорила об этом в публикациях и интервью. Ей был присвоен при рождении мужской пол, но с раннего возраста она чувствовала себя девочкой. В 2004 года она начала хирургическую коррекцию пола. Де Суттер является одним из самых известных трансгендерных людей во Фландрии.